# 马德维·希德马
马德维·希德马（英語：Madvi Hidma；1981年—），又称希德马鲁（Hidmalu），别名桑托什（Santosh）。是印度共产党（毛主义）中央委员会中最年轻的委员。

## 生平
马德维·希德马出生于印度恰蒂斯加尔邦苏格马县南部的普瓦提村，是部落民。完成第十年级的教育后，在1990年代后期加入毛派武装，成为军事作战和游击战的战略家。
2016年，希德马与其他六名被指控的纳萨尔派一起被捕，当时他被认为是低级别的参与者。约在此前后，希德马成为人民解放游击军第一营（包括180至250名毛派战士，其中包括女性）的指挥官和印共（毛）丹达卡冉亚特区委员会委员，在丹德瓦达县、苏格马县和比贾布尔县开展活动。2017年，据可靠消息，他被提拔为最年轻的印共（毛）中央委员。据信，希德马是多起针对安全人员的猛烈袭击的幕后策划者之一，希德马被指控参与至少26次袭击，其中包括2010年丹德瓦达袭击、2013年达尔巴丛林袭击和2017年苏格马袭击。印度移民局指控2019年希德马谋杀了印度人民党立法议会成员比玛·曼达维。印度政府宣布为他悬赏450万卢比（6万美元）。